# Ralston Purina
Ralston Purina Company — американский конгломерат из Сент-Луиса, штат Миссури, со значительными активами в производстве кормов для животных, продуктов питания, кормов для домашних животных, потребительских товаров и развлечений. 12 декабря 2001 года компания объединилась со швейцарским пищевым гигантом Nestlé's Friskies, образовав компанию Nestlé Purina PetCare.

## История
Компания Ralston Purina была основана 8 января 1894 года, когда Уильям Х. Дэнфорт основал компанию по производству кормов для животных Purina Mills. Дэнфорт вступил в партнёрство с Джорджем Робинсоном. Уильям Эндрюс занялся кормлением сельскохозяйственных животных, основав компанию Robinson-Danforth Commission. Его преобладающая марка для каждого животного обычно называлась «Chow» (отсюда и произошли названия «Purina Horse Chow», «Purina Dog Chow», «Purina Cat Chow», «Purina Rabbit Chow», «Purina Pig Chow» и «Purina Monkey Chow»).
Позже компания начала производить хлопья, которые получили одобрение Вебстера Эджерли, основателя Ralstonism, для продажи сухих завтраков Ralston. В то время Эджерли пропагандировал потребление цельнозерновых хлопьев. Эти крупы стали настолько успешными, что в 1902 году название предприятия было изменено на Ralston-Purina Company.
В 1986 году компания Ralston Purina продала Purina Mills, свой бизнес по производству кормов для животных в США, компании British Petroleum. В настоящее время Purina Mills принадлежит компании Land O'Lakes. В 1994 году деятельность компании Ralston Purina по производству продуктов питания для людей была выделена в новую компанию под названием Ralcorp Holdings. В 1998 году Ralston Purina выделила свой международный бизнес по производству кормов для животных под названием Agribrands, который был приобретён компанией Cargill в 2001 году. Предприятия по производству кормов для животных продолжают использовать бренды Purina и Chow, которые Purina Mills и Cargill лицензируют для использования в США и за рубежом соответственно.

### Слияние с Nestlé
Ralston Purina стал предметом тендера на приобретение швейцарской компанией Nestlé, чей бренд Friskies был ещё одним ведущим брендом кормов для домашних животных в США. В январе 2001 года Nestlé S.A. и Ralston Purina объявили о заключении окончательного соглашения о слиянии. В соответствии с соглашением, Nestlé приобрела все находящиеся в обращении акции Ralston Purina (NYSE: RAL) по цене 33,50 доллара США за акцию наличными. Предложение представляло собой премию в размере 36% по сравнению с ценой закрытия в пятницу, 12 января 2001 года. Стоимость сделки составила 10,3 млрд долларов США.
Несколько брендов кормов для домашних животных (например, «Meow Mix») должны были быть проданы отдельно, чтобы удовлетворить антимонопольные проблемы. Бренды Purina в настоящее время производятся и продаются подразделением Nestlé (Nestlé Purina PetCare), штаб-квартира которого по-прежнему находится в Сент-Луисе.
Несмотря на то, что в первую очередь это компания по производству кормов для домашних животных, Ralston Purina также производила некоторые другие товары, связанные с домашними животными, такие как бренд Tidy Cats и наполнитель для кошачьего лотка Yesterday's News, который сделан из переработанной газеты, купленной в 1990 году у Edward Lowe Industries. Кроме того, с 1968 года «Пурина» ежегодно награждает нескольких канадских животных в своём Зале славы (англ. Animal Hall of Fame). Среди последних кандидатов была полицейская служебная собака, которая «бросилась и усмирила вооружённого грабителя».

## Приобретения и диверсификация
В 1974 году компания Ralston Purina приобрела и продолжила развивать горнолыжный курорт Keystone в Колорадо. «Шахматные плоски» для детей и начинающих в Keystone до сих пор носят их логотип. В 1993 году Ralston Purina также купила горнолыжный курорт Брекенридж за неназванную сумму у Victoria США Inc, японского розничного продавца спортивных товаров. Тем не менее, оба горнолыжных курорта были проданы в 1997 году Vail Resorts за 331 миллион долларов.
В 1977 году компания Ralston Purina приобрела корпорацию Missouri Arena и франшизу национальной хоккейной лиги «Сент-Луис Блюз». Во время владения командой компания изменила название «Сент-Луис Арена» на «Чекердом», отражающее логотип Ralston Purina. 27 июля 1983 года франшиза была продана Гарри Орнесту.
В 1986 году компания Ralston Purina приобрела компанию Energizer Battery Company, владеющую брендами Eveready и Energizer. В 2000 году Energizer был выделен в отдельную компанию.
В 1984 году Ralston Purina приобрела у ITT компанию Continental Baking Company — производителя хлеба Wonder и тортов Hostess. Впоследствии компания Continental Baking Company была приобретена компанией Interstate Bakeries Corporation (IBC).
В 1986 году компания Ralston Purina открыла тестовый рынок пиццерий под названием Checkerboard Pizza. Формат был похож на Domino's и Little Caesars. Пиццерии были открыты в Морхеде, чтобы проверить, как среднезападный рынок воспримет эту концепцию. Дела шли хорошо, но Ralston Purina решила не заниматься франчайзинговым бизнесом и закрыла все пилотные проекты к концу 1987 года.
С 1968 по 1985 год компания Ralston Purina также владела ресторанами быстрого питания Jack in the Box, включая несколько элитных ресторанов.
С 1963 по 1988 год компания Ralston Purina владела компанией Van Camp Sea Food Company — консервным заводом по производству тунца, основным продуктом которого является Chicken of the Sea.
В 1970-е и 1980-е годы компания Ralston Purina владела фармацевтической компанией для животных.
В 1958 году была основана дочерняя компания Ralston Purina — Protein Technologies International, которая производит продукты из соевого белка. В 1997 году она была куплена компанией DuPont за 1,554 млрд долларов, а позже была переименована в Solae.

## Логотип
Торговая марка Ralston Purina в виде «шахматной доски» была введена в 1902 году. Она была вдохновлена детскими воспоминаниями Уильяма Дэнфорта о семье, одетой в одежду, сделанную из того же рулона шахматной ткани. Штаб-квартира компании называлась Checkerboard Square. Дэнфорт использовал этот дизайн в качестве визуализации концепции, изложенной в его книге «Я смею тебя» (англ. «I Dare You»), в которой он предположил, что четыре ключевых компонента жизни («Физический»/«Physical», «Умственный»/«Mental», «Социальный»/«Social» и «Религиозный»/«Religious») должны быть в балансе, и одна область не должна развиваться за счёт других. В 1921 году эта конструкция вдохновила на создание корма, который прессовался в кубиках, называемых «шашками».